# 199. strelska divizija (ZSSR)
199. strelska divizija (izvirno rusko 199. стрелковая дивизия; kratica 199. SD) je bila strelska divizija Rdeče armade v času druge svetovne vojne.

## Zgodovina
Divizija je bila ustanovljena maja 1941 v Novosibirsku in bila deaktivirana septembra 1942. Ponovno je bila ustanovljena februarja 1943 iz 126. in 128. strelske brigade.